# Briar (application)
Pour les articles homonymes, voir Briar.
Briar est une application de messagerie instantanée open source chiffrée en local, fonctionnant en mode pair à pair et recommandée par Julian Assange (le fondateur de WikiLeaks) le 25 février 2022 (dans le contexte de l'invasion de l'Ukraine par la Russie). C'est une messagerie qui permet de transmettre des messages et des images sans obligatoirement utiliser Internet (par clé USB, par des cartes SD, par Bluetooth, ou par Wi-Fi en mode « ad hoc » ou « infrastructure ») ou par Internet via le réseau anonymisé Tor. Elle utilise un chiffrement de bout en bout.
Il existe des clients pour smartphones Android sur Google Play et F-Droid.